# Mosslankmier
De mosslankmier of het mosmiertje (Leptothorax muscorum) is een mierensoort uit de onderfamilie van de Myrmicinae. De wetenschappelijke naam van de soort is voor het eerst geldig gepubliceerd in 1846 door Nylander.